# Ломинский, Александр Павлович
Александр Павлович Ломинский (укр. Олександр Павлович Ломінський; род. 9 января 1974 года, Одесса, Украинская ССР) — украинский и российский эстрадный певец, поэт, композитор и актер.

## Биография
Родился в Одессе в семье юриста и военного. С 1979 по 1985 гг. вместе с родителями живёт в Германии. После возвращения в 1985 г. учится в школе № 55 г. Одессы. Одновременно с учёбой в школе обучается в Черноморской флотилии юных моряков.
В 1989—1991 годах учился на дирижёрско-хоровом отделении Одесского музыкального училища. В это же время берёт уроки у самого известного в Одессе педагога по вокалу Татьяны Боевой.
В 1991—1996 годах учился на юридическом факультете Одесского Государственного Университета.
В сентябре 1996 году переезжает в Киев и поступает в Киевский национальный университет культуры и искусств на факультет «Продюсирование шоу-бизнеса».
С 2000 года живёт и работает в Москве.

### Семья
Отец - Ломинский Павел Петрович, военнослужащий.
Мать - Ломинская Тамара Георгиевна, госслужащая.
У Александра две сестры - Мария Павловна Ломинская и известная украинская певица Елена Войнаровская, также в девичестве Ломинская.
У Александра двое детей - Тимофей Ломинский (2004 г.р.) и Стефания Ломинская (2009 г.р.).

## Творческая деятельность

### «Кабинет Министров»
В школьные годы Ломинский на уроках пишет стихи и напевает мелодии и уже в 7 классе формирует группу «Кабинет Министров». После выпускного вечера группа распадается, но репетиции в спортзале и концерты в школе дают молодому музыканту необходимый первый опыт. Усердные занятия вокалом в Одесском музыкальном училище подкрепляют опыт мастерством.

### Группа «BLL»
В 1990 году Ломинский собирает группу «BLL».В составе «Театра джазовой песни Татьяны Боевой» группа гастролирует по Украине, Польше, Чехословакии и Болгарии. Многие песни исполняются на английском языке, коллектив занимает первые места на всевозможных конкурсах и фестивалях. Наряду с профессиональной и концертной деятельностью Ломинский учится на юридическом факультете Одесского Государственного Университета. К моменту окончания университета группа распалась.

### Lomy Lom and The Project
В 1996 году существовавшая к тому времени год группа «Lomy Lom and the Project» трансформируется в классический бойз-бэнд. Концерты из клубов переносятся на большие сцены, и всего за год активных гастролей группа становится одной из популярных команд на Украине.
В декабре 1997 года выходит дебютный альбом «Lomy Lom and the Project» — «E!». В январе 1998 года "Студия «Союз» заключает с «Lomy Lom and the Project» контракт на 3 альбома, в том числе альбом «Е!».
В 1999 г. выходит вторая пластинка «Lomy Lom and the Project» «Men in E» и двойное переиздание первой. Песни в исполнении «Lomy Lom and the Project»: «Море», «Панама», «Снегурка», «Ты ушла» входят в различные сборники «Союза».
С 1997 по 2000 гг. «Lomy Lom and the Project» занимает лидирующее положение во всех национальных парадах, песни «Панама», «Ты ушла» и «Море» завоевывают звания «Лучший хит», а клип на песню «Панама» — «Лучший Клип».
В начале 2000 г. Ломинский распускает группу.

### Новый путь с продолжением
В ноябре 2000 года Александр Ломинский по совету соседа по дому Константина Меладзе приезжает в Москву с сольным материалом, над которым работал последние несколько лет. Однако российский шоу-бизнес встретил нового артиста отказами.
В период с 2000 по 2007 год Ломинский занимается шоу-бизнесом, ведением частных мероприятиях и работает над сольным альбомом.
В период с 2008 по 2010 год снимает клипы на песни «Полночь», «Украденное счастье», «Навек» и «Ты знала».
24 сентября 2010 г. — Александр Ломинский с песней «Family Man» представлял Россию в финале первого международного музыкального конкурса EUROVOICE-2010.
30 декабря 2010 г. в МКФЦ п/р Л. Рюминой состоялся первый сольный концерт Александра Ломинского в Москве.
В 2011 году интерес к творчеству Александра проявляет радиостанция «Радио Шансон», включившая в ротацию песни «Ты знала», «Украденное счастье» и «Сердце ранимое».
В декабре 2011 г. Ломинский выступает на Питерском «Эх, Разгуляй!» с песней «Ты знала».
20 апреля 2012 г. Александр Ломинский становится лауреатом музыкальной премии «Шансон года» за песню «Украденное счастье».
15 марта 2012 г. выходит сольный альбом Александра Ломинского «Ты знала», в который вошло 14 композиций, а также все клипы на DVD.
В октябре 2012 г. Александр Ломинский уезжает в Киев снимать новый клип на песню «Я просто без ума от тебя». Режиссёр клипа — Алан Бадоев, а одну из ролей в клипе играет сын Александра Тимофей.
В 2013 г. Ломинский снимает клип на песню «Я верю в любовь» совместно с испанским режиссёром Альберто Наваро и российской командой «Студия Другие».
В 2013 Александр Ломинский записывает дуэт с Татьяной Булановой на песню «Никогда не говори никогда». Песня «Никогда не говори никогда» продержалась 9 недель на высоких строчках хит-парада «Золотой граммофон». Также на эту композицию был снят клип, режиссёром клипа выступила команда «Студия другие».
В 2014 году состоялся выход второго альбома Александра Ломинского под названием «Это-Я». В альбом вошли 15 композиций.
В 2019 году Александр Ломинский выпускает свой третий студийный альбом "Благодарю".  Работа над созданием альбома велась на протяжении 5 лет, было записано более 32 композиций, из которых в альбом вошли 15. 

## Фильмография
- 2015 — Школьный стрелок — отец Влада Орлова
- 2011 — Профиль убийцы — Фёдор

## Дискография
- 1997 — E! (в составе «Lomy Lom and the Project»)
- 1999 — Men in E (в составе «Lomy Lom and the Project»)
- 2000 — Александр Ломинский. Лучшее
- 2012 — Ты знала (альбом)
- 2014 — Это — Я (альбом)
- 2015 — Одна на миллиард (сборник)
- 2016 — Рождественские подарки (сборник)
- 2019 — Благодарю (альбом)
- 2023 — Сталь и бархат (сборник)

## Видеография
- 2019 - Ветреная женщина (режиссер Александр Ломинский)
- 2014 - Никогда не говори никогда / дуэт с Татьяной Булановой (режиссер Екатерина и Вадим Шатровы)
- 2013 - Я верю в любовь (режиссер Екатерина и Вадим Шатровы, Albert Navarro)
- 2012 - Я просто без ума от тебя (режиссер Алан Бадоев)
- 2012 - Сердце ранимое / дуэт с Аленой Водонаевой (режиссер Владимир Якименко)
- 2011 - Слеза (режиссер Александр Ломинский)
- 2010 - Навек (режиссер Алан Бадоев)
- 2010 - Ты знала (режиссер Алан Бадоев, главная роль Екатерина Вилкова)
- 2009 - Украденное счастье (режиссер Алан Бадоев, главная роль Лера Кудрявцева)
- 2008 - Полночь (режиссер Алан Бадоев)